# Simulium kerei
Simulium kerei är en tvåvingeart som beskrevs av Takaoka och Suzuki 1994. Simulium kerei ingår i släktet Simulium och familjen knott. Inga underarter finns listade i Catalogue of Life.